# Augustus Earle
Pour les articles homonymes, voir Earle.
Augustus Earle, né le 1er juin 1793 à Londres où il est mort le 10 décembre 1838, est un peintre et explorateur britannique.

## Biographie
Earle expose dès l'âge de 13 ans à la Royal Academy. De 1815 à 1817, il voyage sur le Scyllaen Méditerranée. De 1818 à 1829, et à titre personnel, il effectue un tour du monde. Il part ainsi de Londres, fait escales dans de nombreux pays dont le Brésil, le Chili, le Pérou, la Nouvelle-Zélande, les îles Carolines, les Philippines, l'île Maurice, Sainte-Hélène, l'Inde , etc., et, oublié par le capitaine du navire sur lequel il voyageait, reste huit mois en 1824 abandonné sur l'île Tristan da Cunha. Il élabore durant ses aventures de nombreuses aquarelles qui se remarquent par la mise en valeur des atmosphères maritimes. On lui doit aussi des peintures des Maoris dont il s'intéresse à la culture et aux coutumes.
En 1832, il embarque comme dessinateur, typographe et artiste de l'expédition, avec Charles Darwin sur le Beagle. Mais, malade, il doit débarquer à Montevideo et revient alors en Angleterre.

## Œuvres
- A man killing albatros (Tristan da Cunha), 1824
- Government House (1824)
- A native family of New South Wales, 1825-1827
- Views in Australia. Sydney, 1826
- Mosmans Cave, 1826-1827
- A New Zealanders, 1827-1828
- Views in New South Wales, and Van Diemen's Land: Australian scrap book, J. Cross, Londres, 1830
- Sketches Illustrative of the Native Inhabitants and Islands of New Zealand, Robert Martin, Londres, 1838 - 10 lithographies coloriées

### Galerie

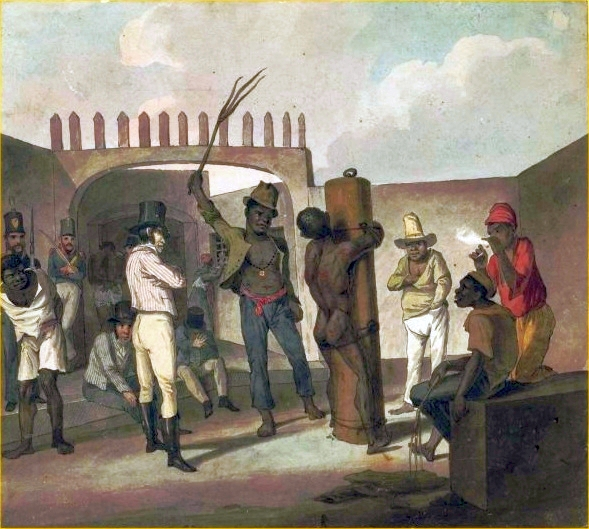
Punishing negroes at Calabouco, aquarelle, 1822
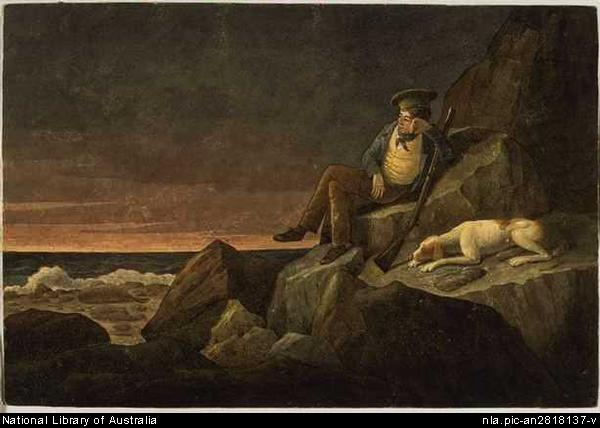
Autoportrait : Solitude, watching the horizon at sun set, in the hopes of seeing a vessel, Tristan de Acunha (i.e. da Cunha) in the South Atlantic, 1824, huile sur toile, 17.5 x 25,7 cm, National Library of Australia
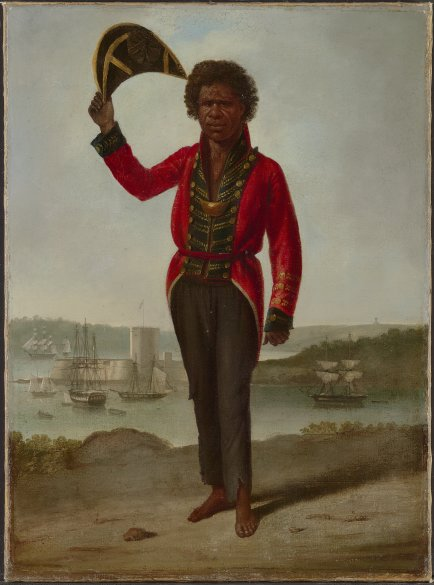
Portrait of Bungaree, a native of New South Wales, with Fort Macquarie, Sydney Harbour, in background, 1826, huile sur toile, 68.5 x 50,5 cm, National Library of Australia
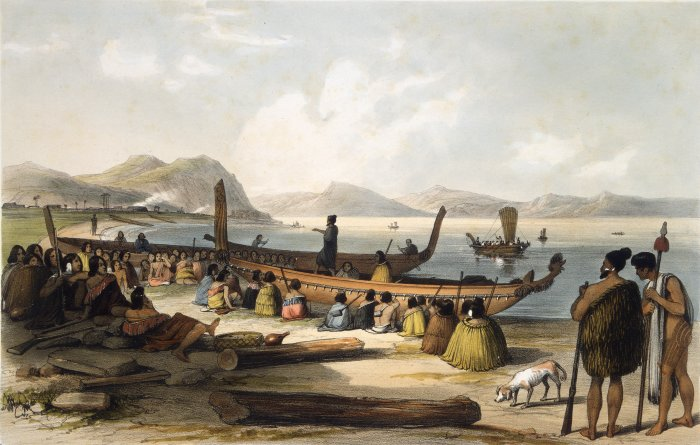
War Speech, 1838

## Publication
- A narrative of a nine months' residence in New Zealand in 1827: together with a journal of a residence in Tristan D'Acunha, an island situated between South America and the Cape of Good Hope, Londres : Longman, Rees, Orme, Brown, Green & Longman, 1832 (Texte intégral)

## Hommage
Jules Verne le mentionne dans son roman Les Enfants du capitaine Grant (partie 2, chapitre II).